# Clip joint
Un clip joint ou un fleshpot est un établissement, généralement un club de strip-tease ou une boîte de nuit (prétendant souvent offrir des divertissements pour adultes ou un service de bouteille) dans lequel les clients sont amenés à payer bien au-dessus des prix du marché pour des biens ou des services de qualité inférieure - ou parfois, rien - en retour. En règle générale, les clip joints suggèrent la possibilité d'avoir des relations sexuelles, facturent des prix gonflés pour des boissons alcoolisées diluées, puis rejettent les clients lorsqu'ils ne veulent pas ou ne peuvent pas dépenser plus d'argent. Les produits et services offerts peuvent être illégaux, permettant à l'établissement de maintenir l'escroquerie sans craindre d'être puni par les forces de l'ordre, puisque ses victimes ne peuvent pas signaler le lieu sans admettre qu'elles ont enfreint la loi. Même lorsque les victimes n'ont enfreint aucune loi, elles peuvent être trop gênées pour demander un recours juridique.
Aux États-Unis, les clip joints sont répandus pendant la prohibition nationale de l'alcool de 1920 à 1933, et la pratique est ensuite devenue illégale. Par exemple, la Régie des alcools de l'État de New York impose des sanctions à tout établissement agréé autorisant des telles activités. Les clip joints fonctionnent toujours ouvertement dans certaines régions du monde, telles que Shanghai, Las Vegas, Soho et Kabukichō, où ils s'attaquent aux touristes en visite,,,.

## Description
Un scénario typique implique une belle femme (généralement une locale ou prétendant l'être) qui s'approche de la "cible", généralement un jeune touriste adulte de sexe masculin, et recommande un bar ou un club "local préféré". Autre possibilité, un employé du clip joint attend près d'un club légitime et invite les piétons qui passent dans une zone VIP du clip joint. Les clients potentiels sont amenés à croire que la personne travaille pour le club voisin, même s'ils ne le disent pas explicitement. L'homme est généralement assis à une table et rejoint par une "hôtesse", qui peut ou non commander des boissons.
Que des "services" soient rendus ou non ou que des boissons soient commandées n'a que peu d'incidence sur la facture extravagante reçue à la fin de la nuit. Les factures s'élèvent généralement à des centaines, voire à plus d'un millier de dollars, énumérant des éléments tels que des "frais d'hôtesse" ou des "frais de service" qui n'ont pas été initialement mentionnés au client. L'arrivée de la facture correspond généralement à l'arrivée de quelques videurs pour assurer le paiement, conduisant parfois la victime à un guichet automatique pour récupérer l'argent.
La belle femme qui a attiré la cible trouve souvent une excuse et part avant l'arrivée de la facture. S'il est confronté, l'établissement prétend qu'il n'a aucun lien avec la femme et indique qu'elle est arrivée avec l'homme, et qu'en tant que tel, l'homme est responsable de tous les éléments de la facture. Une fois à l'intérieur, les boissons sont généralement non alcoolisées (car les lieux n'ont généralement pas de licence) ou édulcorées et trop chères, sans prix indiqué sur le menu. Des compagnons non sollicités peuvent également arriver à table.

## Au Royaume-Uni

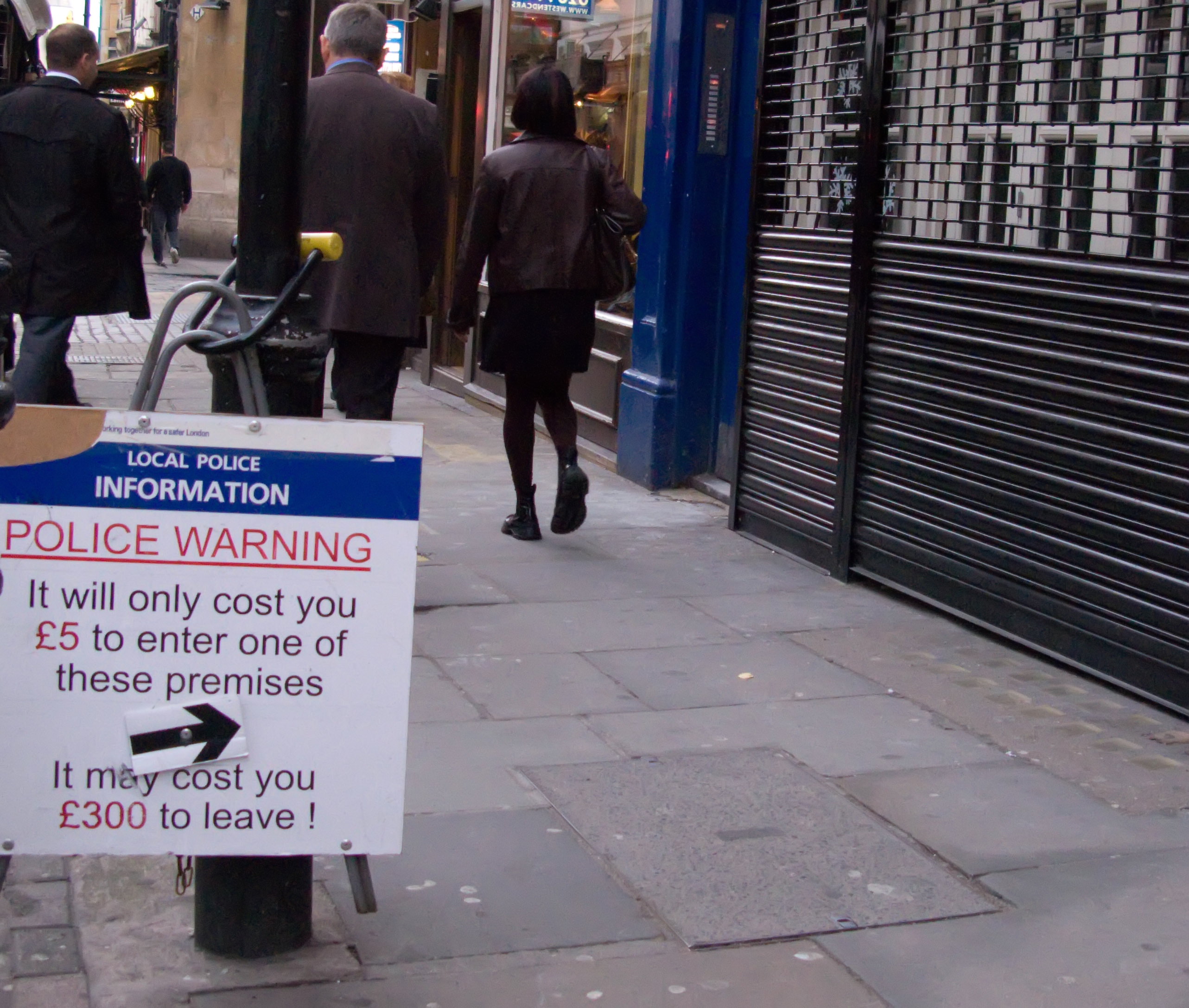
Panneau d'avertissement de la police à Soho, 2008 : "Il ne vous en coûtera que 5 £ pour entrer dans l'un de ces locaux. Cela peut vous coûter 300 £ pour en sortir !"

Un certain nombre de clip joints fonctionnent toujours dans le quartier de Soho à Londres, aux côtés de bars à strip-tease légitimes. Depuis 2007, la loi sur les autorités locales de Londres a reclassé les clip joints comme établissements de l'industrie du sexe, ce qui signifie qu'ils nécessitent des licences appropriées, supprimant une échappatoire juridique où ces entreprises n'avaient pas besoin d'une licence pour opérer parce qu'elles ne servaient pas de nourriture ou d'alcool ou ne proposaient pas de divertissement,.
En 2009, deux personnes ont été emprisonnées respectivement pour 36 et 14 mois après avoir menacé un policier en civil dans un clip joint de Soho.

## Clubs de service de bouteilles
Le club de service de bouteilles de Manhattan, Arena, a été poursuivi en justice en 2007 pour sa version de l'arnaque au clip joint. En décembre 2007, un client a sciemment acheté une bouteille de vodka à 350 $, mais n'a pas été informé d'un minimum de trois bouteilles à acheter. À la fin de la nuit, on lui a présenté une facture de 1050 $ qui comprenait deux bouteilles non commandées. Lorsqu'il a refusé de payer, les videurs de l'Arena l'ont frappé. Le client a accepté d'aller chercher de l'argent à un guichet automatique, mais sa carte bancaire a été refusée. Les videurs l'ont ensuite traîné jusqu'au bar, où il a été détenu jusqu'à l'arrivée de la police. Il a été arrêté pour vol mais les accusations ont été rejetées et il a ensuite poursuivi le club et obtenu gain de cause ; l'établissement a été condamné à 2 millions de dollars d'amendes.